# Шукаєв Михайло Іларіонович
Михайло Іларіонович Шукаєв (1907, д. Гущин Колодязь, Орловська губернія — +1975, Москва) — видатний партизанський командир Німецько-радянської війни, організатор і активний учасник партизанського руху на тимчасово окупованій території України та Чехословаччини в 1941—1944 рр., Полковник.

## Життєпис
Народився в селянській родині. Донського козачого роду. У 1925—1929 рр. працював слюсарем, потім — кочегаром на станції Дебальцеве (Донбас). У 1929—1931 рр. служив в дивізії особливого призначення ОГПУ в Москві, тут же закінчив полкову школу.
Учасник боротьби з повстанським рухом на Північному Кавказі. З 1932 р по 1941 р — на господарській роботі в Москві, навчався на робітфаку, потім в Плеханівській інституті народного господарства .
З перших днів Німецько-радянської війни М. І. Шукаєв — командир взводу і стрілецької роти на Західному фронті (червень-серпень 1941 р.) Після отриманого поранення з вересня 1941 по січень 1942 знаходився на лікуванні в госпіталі.
У січні-травні 1942 — на формуванні в 555-му стрілецькому полку, 127-ї стрілецької дивізії . З травня по вересень 1942 служив командиром кулеметної роти, потім заступником командира батальйону на Воронезькому фронті .
Отримавши поранення — на лікуванні в госпіталі (вересень-жовтень 1942).
У листопаді 1942 — спрямований в систему партизанського руху: командир роти спецшколи, начальник навчального пункту з підготовки партизанських кадрів на Воронезькому фронті; з червня 1943 — старший помічник начальника відділення кадрів Представництва Українського штабу партизанського руху (УШПР) при Військовій раді Воронезького фронту.
Після підготовки в Москві на початку липня 1943 року прибув Воронезьку область (м Бобров). До цього часу тут було створено оперативну групу на чолі з капітаном Макаровим, в завдання якої входило створення партизанських загонів і з'єднань в тилу ворога.
26 серпня 1943 р. капітан Шукаєв, разом із членами командного складу, прибув літаком «Дуглас» на партизанський аеродром між селами Плоске і Лихачів. Наприкінці серпня — початку вересня 1943 року, у носівські ліси були десантовані 6 бойових груп (близько 70 бійців), які складалися з командирів, комісарів, радистів, підривників, медсестер, котрі пройшли підготовку у спецшколах. Наказом партизанського штабу при Військовій раді М. Шукаєв був призначений командиром п'яти невеликих партизанських загонів Воронезького фронту (усього 55 бійців), об'єднаних у з'єднання.
«Трудністю було те, що надіслане з Великої землі озброєння нахабно забрав партизанський загін „За Батьківщину“. Командир загону Бовкун на отриманий наказ члена Військради тов. Хрущова про негайне повернення незаконно забраного у нас озброєння ніяк не реагував».
Так написав у своєму щоденнику М. І. Шукаєв наприкінці серпня 1943 р. Після переговорів з місцевими партизанами 150 озброєних бійців носівського партизанського з'єднання «За Батьківщину» приєдналися до шукаєвців і, таким чином, було створене Перше з'єднання партизанських загонів Воронезького фронту, перейменоване пізніше в партизанське з'єднання ім. Сталіна.
Бойова діяльність з'єднання почалася з диверсійних операцій в районі станції Ніжин Чернігівської області. Протягом перших десяти днів, з 27 серпня по 7 вересня 1943 року, партизани підірвали 11 ешелонів противника, зруйнували 4 залізничних і 2 шосейних мости, вбили при цьому близько 770 ворожих солдатів і офіцерів.
К1 вересня 1943 року чисельність з'єднання за рахунок місцевих партизанів збільшилася до 200 бійців.
7 вересня 1943 р виконуючи вказівки ЦК КП(б)У і УШПР, з'єднання М. І. Шукаєва виступило в рейд з Чернігівської області на Правобережну Україну, форсувавши при цьому річки Десна, Дніпро, Прип'ять, і вийшло до 17-жовтня 1943 р . на захід від Житомира в район Явенскіх лісів. Чисельність з'єднання досягла до цього часу понад 1,4 тис. бійців.
Діючи в районі м Новоград-Волинський і на залізничній магістралі Шепетівка — Рівне, партизани М. І. Шукаєва до 1 січня 1944 р підірвали 52 ешелони противника, зруйнували 9 залізничних і шосейних мостів.
У зв'язку із наступом військ Червоної армії на території Правобережної України перед з'єднанням ім. Й. В. Сталіна було поставлене нове, практично нездійсненне бойове завдання — здійснити рейд з лісових районів Житомирської області на південь, в степові райони біля м Первомайська Миколаївської області .
З 6 січня по 22 березня 1944 загони партизанського з'єднання М. І. Шукаєва прагнули пробитися через найближчий тил групи армій «Південь» і контрольовану УПА місцевість в зазначений оперативний район. На території Кам'янець-Подільської області і в районі Тернополя партизани провели 18 боїв з німецькими охоронними частинами і 15 боїв із загонами УПА, але виконати бойове завдання не зуміли. З 25 по 30 березня 1944 з'єднання М. І. Шукаєва спробувало прорватися на захід, у Львівську область, але на території Тернопільщини партизани знову зустріли наполегливий опір німців і українських націоналістів. Брак боєприпасів і наявність поранених бійців змусили М. І. Шукаєва 5 квітня 1944 відійти для з'єднання з військами Червоної армії і залишити в тилу противника тільки партизанський загін ім. А. Невського і 30 груп підривників.
23 квітня 1944 р виконуючи чергове завдання, близько 900 бійців партизанського з'єднання ім. Й. В. Сталіна (пізніше Партизанська бригада ім. Й. В. Сталіна) виступили в новий рейд в район Борислав — Дрогобич . Долаючи опір німецьких охоронних частин і загонів УПА, партизани М. І. Шукаєва, пройшовши маршами по території Тернопільської, Станіславської, Чернівецької та Дрогобицької областей, де до них приєдналися 2 роти словацьких воїнів, частково гористою місцевістю, 22 травня 1944 вийшли в зазначений район . Тут протягом 1,5 місяця загони з'єднання підірвали 21 ешелон противника, зруйнували 6 залізничних і шосейних мостів, організували 16 засідок, провели 9 боїв з німцями і 2 бої з УПА.
У зв'язку з наближенням лінії фронту 9 липня 1944 р партизанське з'єднання ім. Й. В. Сталіна отримало від УШПР вказівку перейти для ведення бойових дій на територію Чехословаччини . З цією метою партизани М. І. Шукаєва здійснили рейд, протяжністю в 200 км, по території Південної Польщі, провели 11 боїв з німцями і, підірвавши 34 ешелони противника, вийшли 25 серпня 1944 на територію Чехословаччини.
За період з 26 серпня по 20 жовтня 1944 р діючи в районах словацьких міст Пряшів — Гуменне, з'єднання ім. Й. В. Сталіна під командуванням М. І. Шукаєва, його заступника Гладіліна і комісара Іваннікова провело 18 боїв і організувало 12 засідок, підбивши і знищивши 110 автомашин і 25 мотоциклів противника. Надалі партизани вели бойові дії в районах Попрад -Тимовець, де в лютому 1945 зустрілися з частинами радянської армії.
За час своєї бойової діяльності (27 серпня 1943- 25 лютого 1945) партизанське з'єднання ім. Й. В. Сталіна під командуванням М. І. Шукаєва провело 161 бій з гітлерівцями та українськими націоналістами, організувало 92 засідки на шосейних дорогах, підірвало 194 ешелони противника, завдавши йому відчутних втрат у живій силі і техніці. Партизани М. І. Шукаєва здійснили один з найбільш протяжних рейдів в історії партизанського руху, пройшовши від Ніжина до Праги близько 11 тисяч кілометрів тилами противника.
У післявоєнні роки М. І. Шукаєв працював начальником управління у Міністерстві морського флоту СРСР, закінчив Саратовське військове училище МВС, служив в органах внутрішніх справ.
Був одружений з Вишняковою Антоніною Олександрівною. У 1938 році 25 січня народився син Віктор. У 2004 році його не стало. В Україні в Кіровоградській області проживає внучка Михайла Іларіоновича — Шукаєва Вікторія Вікторівна.
Помер в 1975 в Москві і похований на Преображенському кладовищі.
Автор мемуарів «Щоденник М. І. Шукаєва» і «11000 кілометрів по тилах ворога» (Воронеж, 1966).

## Нагороди
- Орден Червоного Прапора (тричі)
- Орден Богдана Хмельницького I ступеня
- Орден Вітчизняної війни I ступеня
- Орден Вітчизняної війни II ступеня,
- Медаль «Партизану Вітчизняної війни» 1-го ступеня,
- Медаль «В пам'ять 800-річчя Москви» ,
- медалі СРСР,
- Чехословацький військовий орден «За Свободу» ,
- орден Військовий хрест (Чехословаччина) ,
- Орден Словацького національного повстання I ступеня,
- Медаль «За хоробрість перед ворогом» (ЧССР)

За деякими відомостями, в УШПР розглядалося питання про подання М. І. Шукаєва на звання Героя Радянського Союзу, але з невідомих причин питання не було вирішене.